# Peltophorum dubium
Peltophorum dubium (Lim xẹt) là một loài thực vật có hoa trong họ Đậu. Loài này được (Spreng.) Taub. miêu tả khoa học đầu tiên.

## Hình ảnh

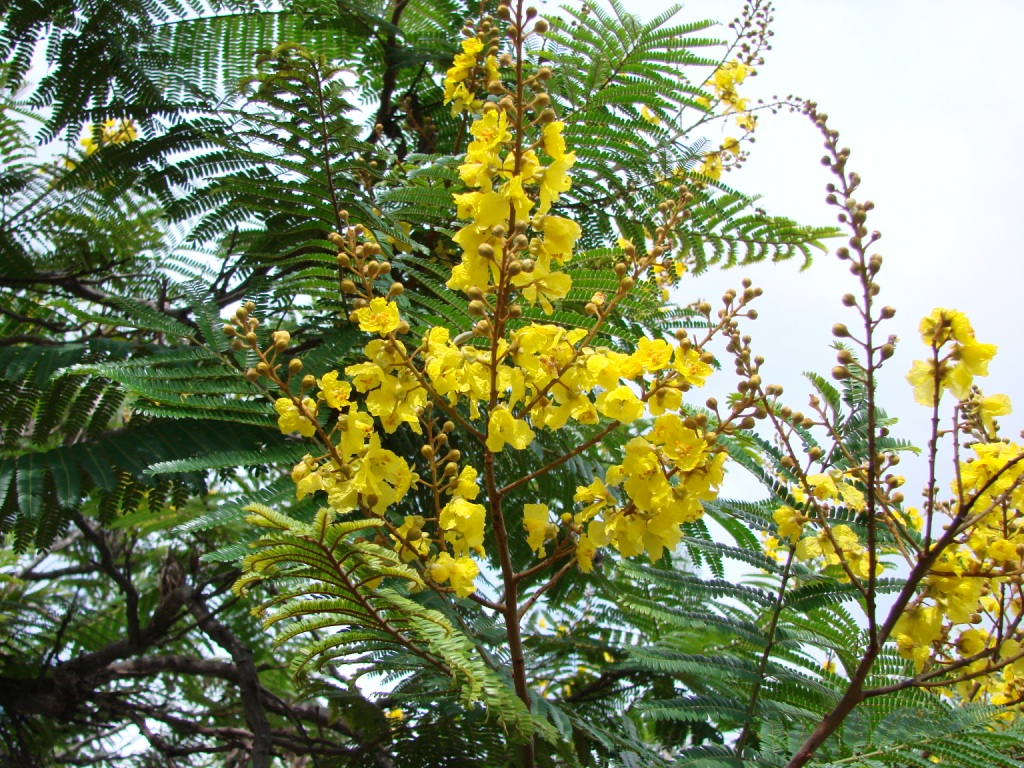
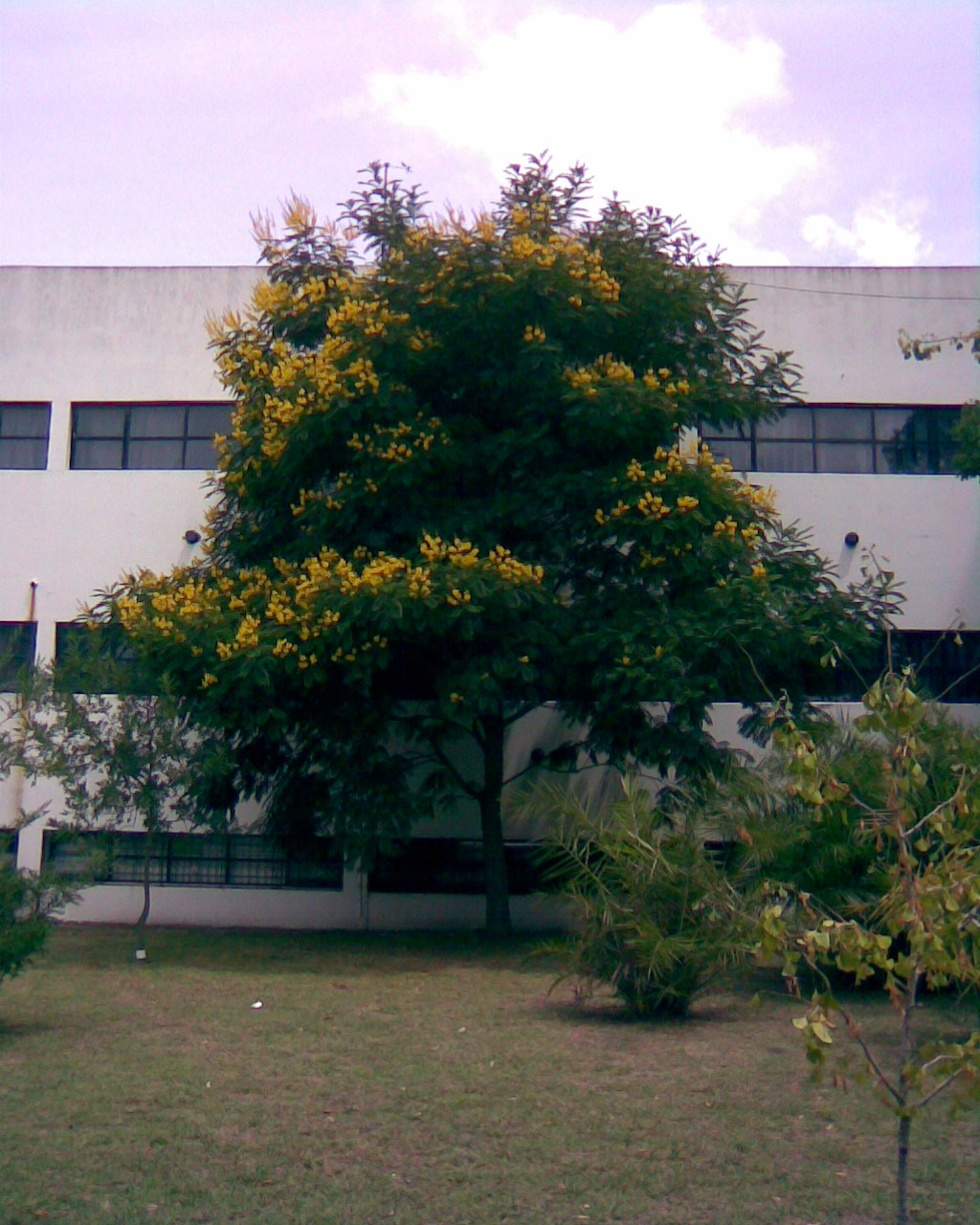
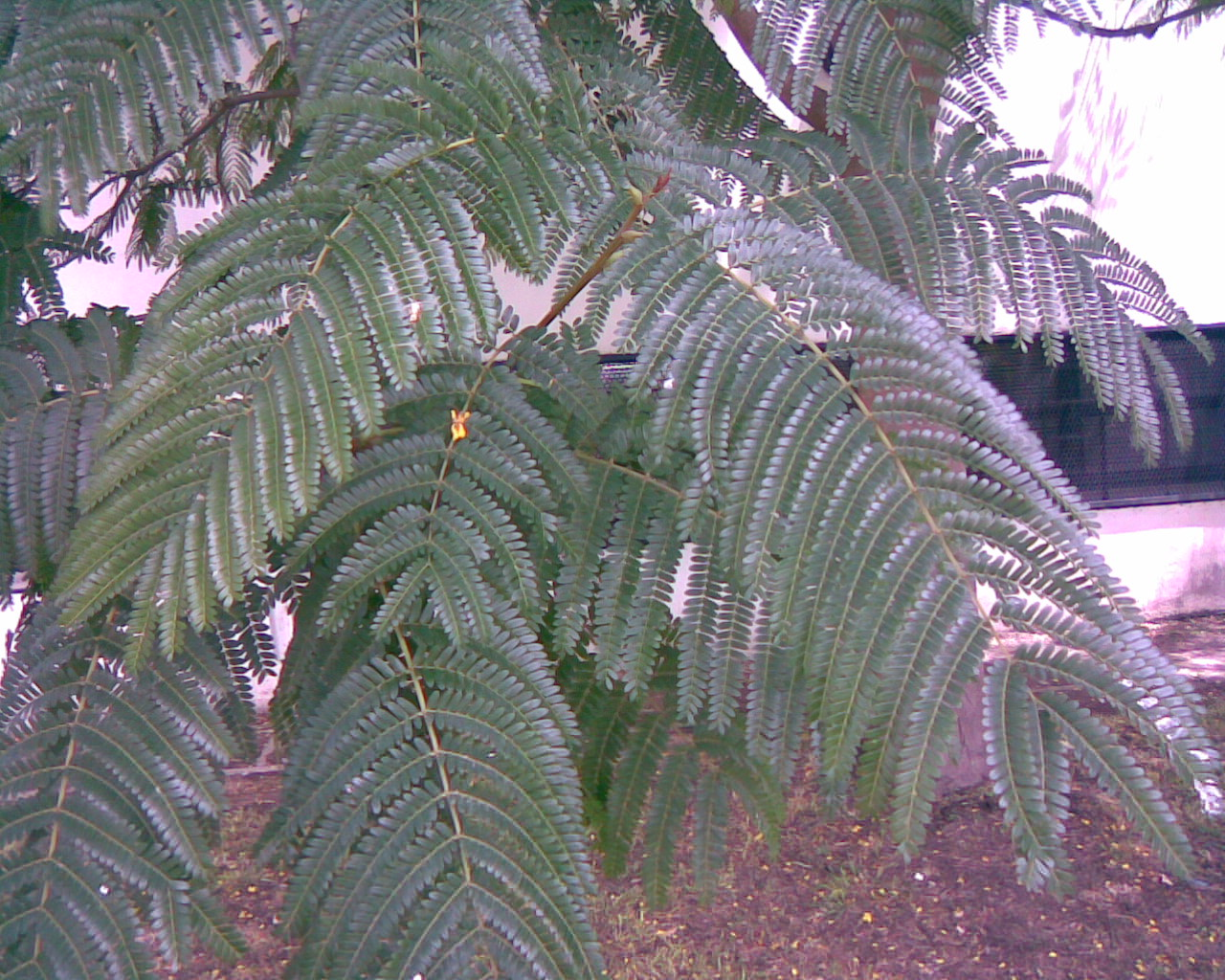
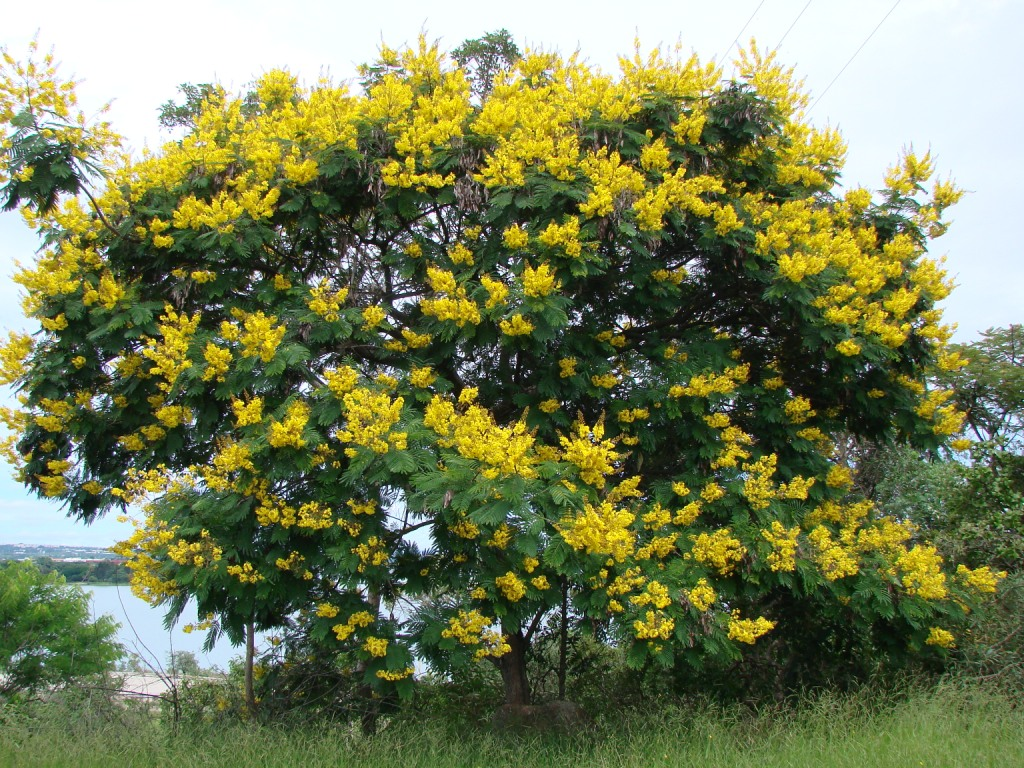